# La Torre (Ávila)
Pour les articles homonymes, voir La Torre.
La Torre est une commune composée des districts suivants Balbarda, Blacha, Guareña, Oco et Sanchicorto de la province d'Ávila dans la communauté autonome de Castille-et-León en Espagne.

## Administration
| Période                                  | Période | Identité | Étiquette | Qualité |
| ---------------------------------------- | ------- | -------- | --------- | ------- |
|                                          |         |          |           |         |
| Les données manquantes sont à compléter. |         |          |           |         |